# Camellia euphlebia
Espèce
Synonymes
- Camellia euphlebia var. macrophylla (S.L.Mo & S.Z.Huang) C.X.Ye & J.Y.Liang[1]

Statut de conservation UICN

 EN B1ab(i,ii,iii,iv) : En danger
Camellia euphlebia est une espèce de plantes à fleurs de la famille des Theaceae.

## Liste des variétés
Selon The Plant List (9 avril 2019) :
- variété Camellia euphlebia var. macrophylla (S.L.Mo & S.Z.Huang) C.X.Ye & J.Y.Liang

Selon Tropicos (9 avril 2019) (Attention liste brute contenant possiblement des synonymes) :
- variété Camellia euphlebia var. macrophylla (S.L. Mo & S.Z. Huang) C.X. Ye & J.Y. Liang
- variété Camellia euphlebia var. yunnanensis C.J. Wang & G.S. Fan

## Publication originale
- Kew Bulletin 4(2): 216–217. 1949.